# Mistrovství světa v judu 1967 – muži – polostřední váha (-70 kg)
Zápasy v judu na V. mistrovství světa v kategorii polostředních vah mužů proběhly v Salt Lake City, 10. srpna 1967.

## Finálové kolo
Poražení semifinalisté II skončili na děleném třetím místě.
|    | semifinále II     | finále          | vítěz           |
| -- | ----------------- | --------------- | --------------- |
| A  | Takehide Nakatani | Pak Kil-sun     | Hiroši Minatoja |
| Bo | Pak Kil-sun       | Pak Kil-sun     | Hiroši Minatoja |
| B  | Hiroši Minatoja   | Hiroši Minatoja | Hiroši Minatoja |
| Ao | Pak Čchong-sam    | Hiroši Minatoja | Hiroši Minatoja |

## Opravy
Vítězové semifinále I sebou vytáhli do oprav judisty, které na své cestě pavoukem porazili. Ti se následně utkali mezi sebou a vítězové oprav postoupili do finálového kola (semifinále II). Ve finále tak mohli teoreticky nastoupit judisté, kteří se již v turnaji utkali.
|    | opravy             | opravy             | opravy             | semifinále II  |
| -- | ------------------ | ------------------ | ------------------ | -------------- |
| Ao | Pak Čchong-sam     | Pak Čchong-sam     | Pak Čchong-sam     | Pak Čchong-sam |
| Ao | Ron Ford           | Pak Čchong-sam     | Pak Čchong-sam     | Pak Čchong-sam |
| Ao | Franz Fischer      |                    | Pak Čchong-sam     | Pak Čchong-sam |
| Ao |                    | Toshiyuki Seino    |                    | Pak Čchong-sam |
| Bo | António Costa      | Džemal Natelašvili | Džemal Natelašvili | Pak Kil-sun    |
| Bo | Džemal Natelašvili | Džemal Natelašvili | Džemal Natelašvili | Pak Kil-sun    |
| Bo | Paul Maruyama      |                    | Džemal Natelašvili | Pak Kil-sun    |
| Bo |                    | Pak Kil-sun        |                    | Pak Kil-sun    |

## Pavouk
Vítězové semifinále I postoupili do finálového kola (semifinále II).
|   | 1/32                | 1/16               | čtvrtfinále       | semifinále I      | semifinále II     |
| - | ------------------- | ------------------ | ----------------- | ----------------- | ----------------- |
| A | Takehide Nakatani   | Takehide Nakatani  | Takehide Nakatani | Takehide Nakatani | Takehide Nakatani |
| A | Pak Čchong-sam      | Takehide Nakatani  | Takehide Nakatani | Takehide Nakatani | Takehide Nakatani |
| A | Ron Ford            | Ron Ford           | Takehide Nakatani | Takehide Nakatani | Takehide Nakatani |
| A | Takeshi Miura       | Ron Ford           | Takehide Nakatani | Takehide Nakatani | Takehide Nakatani |
| A | Franz Fischer       | Franz Fischer      | Franz Fischer     | Takehide Nakatani | Takehide Nakatani |
| A | Ronald De Meersman  | Franz Fischer      | Franz Fischer     | Takehide Nakatani | Takehide Nakatani |
| A | volný los           | Muhríz bel Hadí    | Franz Fischer     | Takehide Nakatani | Takehide Nakatani |
| A | volný los           | Muhríz bel Hadí    | Franz Fischer     | Takehide Nakatani | Takehide Nakatani |
| A | Graham Roberts      | Graham Roberts     | Toshiyuki Seino   | Toshiyuki Seino   | Takehide Nakatani |
| A | Pierre Guichard     | Graham Roberts     | Toshiyuki Seino   | Toshiyuki Seino   | Takehide Nakatani |
| A | Toshiyuki Seino     | Toshiyuki Seino    | Toshiyuki Seino   | Toshiyuki Seino   | Takehide Nakatani |
| A | Eddy van der Pol    | Toshiyuki Seino    | Toshiyuki Seino   | Toshiyuki Seino   | Takehide Nakatani |
| A | Alan Green          | Alan Green         | Oleg Stěpanov     | Toshiyuki Seino   | Takehide Nakatani |
| A | Robert Horii        | Alan Green         | Oleg Stěpanov     | Toshiyuki Seino   | Takehide Nakatani |
| A | volný los           | Oleg Stěpanov      | Oleg Stěpanov     | Toshiyuki Seino   | Takehide Nakatani |
| A | volný los           | Oleg Stěpanov      | Oleg Stěpanov     | Toshiyuki Seino   | Takehide Nakatani |
| B | Džemal Natelašvili  | Džemal Natelašvili | Hiroši Minatoja   | Hiroši Minatoja   | Hiroši Minatoja   |
| B | Marcel Lejeune      | Džemal Natelašvili | Hiroši Minatoja   | Hiroši Minatoja   | Hiroši Minatoja   |
| B | Hiroši Minatoja     | Hiroši Minatoja    | Hiroši Minatoja   | Hiroši Minatoja   | Hiroši Minatoja   |
| B | António Costa       | Hiroši Minatoja    | Hiroši Minatoja   | Hiroši Minatoja   | Hiroši Minatoja   |
| B | Hipólito Elias      | Hipólito Elias     | Paul Maruyama     | Hiroši Minatoja   | Hiroši Minatoja   |
| B | Takumi Tsumura      | Hipólito Elias     | Paul Maruyama     | Hiroši Minatoja   | Hiroši Minatoja   |
| B | volný los           | Paul Maruyama      | Paul Maruyama     | Hiroši Minatoja   | Hiroši Minatoja   |
| B | volný los           | Paul Maruyama      | Paul Maruyama     | Hiroši Minatoja   | Hiroši Minatoja   |
| B | Gerd Egger          | Gerd Egger         | Armand Desmet     | Pak Kil-sun       | Hiroši Minatoja   |
| B | Maximiliano Meulens | Gerd Egger         | Armand Desmet     | Pak Kil-sun       | Hiroši Minatoja   |
| B | Armand Desmet       | Armand Desmet      | Armand Desmet     | Pak Kil-sun       | Hiroši Minatoja   |
| B | Fernando Cáceres    | Armand Desmet      | Armand Desmet     | Pak Kil-sun       | Hiroši Minatoja   |
| B | Huang Chen-nan      | Huang Chen-nan     | Pak Kil-sun       | Pak Kil-sun       | Hiroši Minatoja   |
| B | John Whipp          | Huang Chen-nan     | Pak Kil-sun       | Pak Kil-sun       | Hiroši Minatoja   |
| B | volný los           | Pak Kil-sun        | Pak Kil-sun       | Pak Kil-sun       | Hiroši Minatoja   |
| B | volný los           | Pak Kil-sun        | Pak Kil-sun       | Pak Kil-sun       | Hiroši Minatoja   |